# Эль-Абиди, Халид
Халид Эль-Абиди (араб. خالد العبيدي‎, род. 14 сентября 1995) — марокканский тяжелоатлет, участник летних Олимпийских игр 2016 года в весовой категории до 85 кг, участник чемпионата Африки.

## Биография
В 2013 году 18-летний Эль-Абиди принял участие в чемпионате Африки среди юниоров. Марокканский спортсмен выступил в весовой категории до 69 кг и занял там 5-е место, показав по сумме двух упражнений результат 213 кг. Спустя год Эль-Абиди перешёл в более тяжёлую весовую категорию, до 77 кг, где подняв в сумме 254 кг, что позволило ему занять 4-е место на юниорском первенстве Африки в Тунисе.
В мае 2016 года Эль-Абиди дебютировал на взрослом чемпионате Африки. В соревнованиях в категории до 77 кг марокканский тяжелоатлет занял 5-е место, показав результат 281 кг. В августе 2016 года Эль-Абиди вошёл в состав сборной Марокко для участия в летних Олимпийских играх в Рио-де-Жанейро, при этом марокканский тяжелоатлет выступал в категории до 85 кг. На момент старта собственный вес Эль-Абиди был 80,57 кг, тем самым он стал самым лёгким спортсменом в своей категории, уступая по этому показателю всем соперникам 3-4 кг. В рывке Эль-Абиди смог поднять лишь 120 кг и расположился на последней позиции, значительно проигрывая всем конкурентам. В толчке ему удалось поднять 165 кг, благодаря чему Халид обошёл ганского спортсмена Кристиана Амоа и с общим результатом 285 кг занял итоговое 19-е место.